# Jamie Stuart
Jamie Stuart (Southwark, 15 ottobre 1976) è un allenatore di calcio ed ex calciatore inglese, di ruolo difensore.

## Carriera

### Giocatore

#### Club
Dopo aver giocato nelle giovanili del Charlton esordisce tra i professionisti nella stagione 1995-1996 con gli Addicks, militanti nella seconda divisione inglese; rimane in squadra fino al termine della stagione 1996-1997, per un totale di 50 presenze e 3 reti in questa categoria. Nel novembre del 1997, complice una squalifica di sei mesi per uso di cannabis e cocaina, viene licenziato dal Charlton; riprende a giocare all'inizio della stagione 1998-1999 quando, ormai terminata la sua squalifica, viene ingaggiato dai londinesi del Millwall, militanti in terza divisione: gioca in questa categoria con i Lions per tre stagioni consecutive, per un totale di 45 presenze in incontri di campionato. Al termine della stagione 2000-2001 il suo contratto in scadenza non viene rinnovato e, ritrovatosi svincolato, dopo vari provini si accasa al Bury, in quarta divisione. La sua permanenza ai Quakers si protrae per due stagioni, nelle quali gioca in totale 61 partite, con anche un gol segnato. Dopo essere rimasto di nuovo svincolato viene ingaggiato dal Southend Utd, altro club di quarta divisione, con il quale durante la stagione 2003-2004 gioca 26 partite di campionato senza mai segnare.
Nel 2004 gioca per un breve periodo con i semiprofessionisti dell'Hornchurch, per poi dal 2004 al 2006 militare nei Grays Athletic, con cui vince due FA Trophy consecutivi ed anche la Conference League South 2004-2005 (sesta divisione), militando quindi in quinta divisione (il più alto livello calcistico inglese al di fuori della Football League) nella stagione 2005-2006, nella quale per un breve periodo è anche allenatore ad interim del club, in cui poi continua a militare fino al 2009, anno in cui si trasferisce ai Rushden & Diamonds, club con il quale gioca per una stagione e mezzo in quinta divisione; trascorre quindi una stagione e mezzo all'AFC Wimbledon, con cui conquista una promozione dalla quinta alla quarta divisione (la prima della storia del club), per poi trascorrere un'annata in questa categoria. Dal 2012 al 2014 gioca invece in sesta divisione al Sutton Utd (con cui conquista anche un secondo posto in classifica nella stagione 2013-2014), per poi trascorrere un biennio al Margate con il doppio ruolo di giocatore e vice allenatore: qui, nella stagione 2014-2015 conquista anche una promozione dalla settima alla sesta divisione, categoria in cui poi conquista la salvezza nell'annata seguente. Torna poi ai Grays Athletic, di cui dal 2016 al 2019 è contemporaneamente allenatore e giocatore (in settima divisione nella stagione 2016-2017 ed in ottava divisione nel biennio successivo), per poi ritirarsi nel 2020 dopo un'ultima stagione al Greenwich Borough, in ottava divisione.

#### Nazionale
Nel 1995 ha giocato 2 partite con la nazionale inglese Under-18, mentre nel 1996 ha giocato 4 partite con la nazionale Under-21.

## Palmarès

### Giocatore

#### Competizioni nazionali
- Conference League South: 1

Grays Athletic: 2004-2005
- FA Trophy: 2

Grays Athletic: 2004-2005, 2005-2006